# Снейдер, Уэсли
Уэ́сли Бе́ньямин Сне́йдер (нидерл. Wesley Benjamin Sneijder, произношение [ˈʋɛsli ˈsnɛidər]; род. 9 июня 1984[…], Утрехт) — нидерландский футболист, выступавший на позиции атакующего полузащитника. Рекордсмен сборной Нидерландов по количеству сыгранных матчей.
Воспитанник футбольной академии «Аякса». Играл за «Аякс» и «Реал Мадрид». В 2009 году перешёл в «Интер», с которым в первом же сезоне выиграл «требл»: Серию А, Кубок Италии и Лигу чемпионов.
С апреля 2003 по 2018 год являлся игроком национальной сборной Нидерландов. Вместе со сборной участвовал в чемпионате мира 2006 года. Также принимал участие в чемпионатах Европы 2004, 2008 и 2012 годов. Снейдер участвовал в чемпионате мира 2010, где Нидерланды заняли второе место, а Уэсли получил «Серебряный мяч» как один из лучших снайперов турнира (пять забитых мячей). Бронзовый призёр чемпионата мира 2014 года.

## Клубная карьера

### «Аякс»

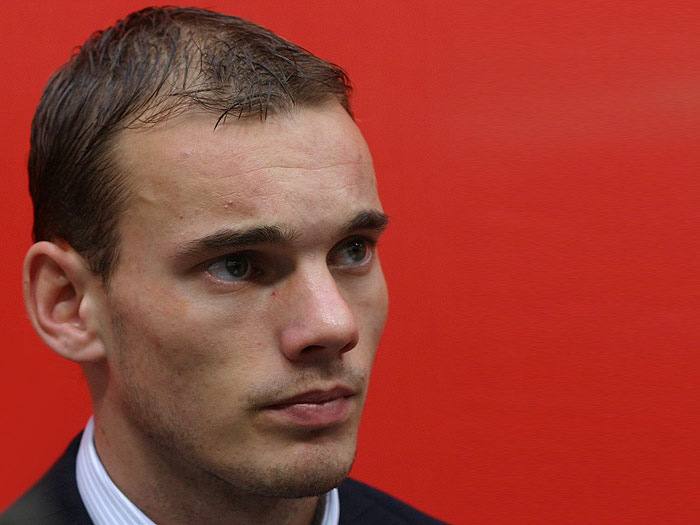
Снейдер во времена выступлений за «Аякс»

Уэсли Снейдер родился в Утрехте, но футболу обучался в амстердамской молодёжной академии «Аякса». Уэсли — выходец из футбольной семьи: его отец был профессиональным футболистом, его старший брат Джеффри играл за клуб «Стормвогелс Телстар» из первой нидерландской лиги, а младший брат Родни — выступает за любительский клуб ДХСК.
Снейдер дебютировал за «Аякс» 22 декабря 2002 года в матче с «Эксельсиором», завершившимся победой 2:0. В состав команды, тогда возглавляемой Рональдом Куманом, он попал по рекомендации тренера молодёжной команды Данни Блинда, поскольку многие игроки основного состава получили травмы. Вскоре Уэсли застолбил за собой место основного полузащитника команды. Несмотря на небольшие габариты, Снейдер хорошо борется за мяч, а также хорошо играет обеими ногами и отдаёт передачи. В чемпионате Нидерландов 2006/07 он забил 18 голов, многие из которых со штрафных ударов. Снейдер упорно тренировался, прогрессировал, но понимал, что из «Аякса» надо уходить. Клуб перестал выигрывать, дошло до того, что не пробился даже в Кубок УЕФА. Именно тогда Снейдером заинтересовался мадридский «Реал».

### «Реал Мадрид»
12 августа 2007 года руководство «Аякса» согласилось продать Снейдера в «Реал Мадрид» за 27 млн евро. Уэсли стал вторым в списке самых дорогих нидерландских футболистов, уступив лишь Руду ван Нистелрою, перешедшему в 2001 году из ПСВ в «Манчестер Юнайтед» за 30 млн евро. Помимо Снейдера мадридский клуб летом 2007 года приобрёл ещё двоих нидерландцев, Ройстона Дренте и Арьена Роббена.
В своём первом матче за «Реал» Снейдер забил победный гол в мадридском дерби против «Атлетико Мадрид». В следующем своём матче он дважды поразил ворота «Вильярреала», причём один раз со штрафного. В целом для Снейдера сезон сложился достаточно удачно, полузащитник провёл за команду 38 матчей и забил 9 голов, чем помог «сливочным» завоевать чемпионский титул. Примерно на том же уровне Уэсли провёл и следующий сезон.

### «Интернационале»

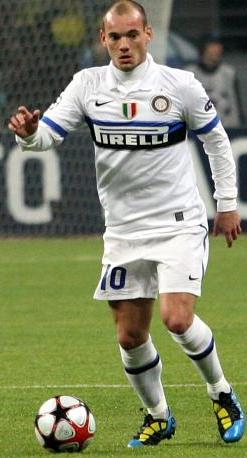
Снейдер в составе «Интера» в апреле 2010 года

В связи с тем, что «Реал» в трансферное лето-2009 потратил огромные деньги на приобретение Криштиану Роналду и Кака, Уэсли оказался не востребован, и ему было объявлено, что он не попадает в основной состав команды. Несмотря на предложение из Милана, Снейдер долго не соглашался на переход в «Интернационале», надеясь усердными тренировками и игрой доказать свою нужность «Реалу». Но после личных переговоров с тренером «Интера» Жозе Моуринью он все же согласился на переезд в Италию. Трансферная сумма около 15 млн евро. В первом же сезоне своего выступления за «Интер» Снейдер стал победителем Лиги чемпионов. По окончании сезона он был признан лучшим полузащитником розыгрыша турнира.
7 ноября 2010 года в матче с «Брешиа» Снейдер почувствовал себя плохо: «За пять минут до перерыва я почувствовал боль во всём теле, меня начало трясти. Состояние было просто ужасным, я никогда не испытывал ничего похожего». Вскоре он вылетел на родину, где после медицинских тестов у футболиста была обнаружена анемия. Причиной недуга стало очень большое количество матчей, сыгранных Уэсли в прошедшем сезоне.
Начиная с 2011 года результаты «Интера» стали ухудшаться, под стать всей команды уровень игры снизился и у Снейдера. В результате в январе 2013 года клуб решился на расставание с полузащитником.

### «Галатасарай»
В январе 2013 года подписал контракт с «Галатасараем», рассчитанный сроком на 3,5 года. Сумма трансфера составила 7,5 миллионов евро, а заработная плата самого игрока — 5,5 миллионов евро в год. Он взял в клубе 14 номер.
Многие клубы интересовались мной, когда я покидал «Интер». «Ливерпуль» был одним из этих клубов, поэтому люди сильно удивились, когда я выбрал «Галатасарай». Почему? Я победитель. Играю ради трофеев, поэтому переехал в Турцию. Посчитал, что с «Галатасараем» у меня больше шансов стать чемпионом
Летом 2013 года сменил номер на 10.

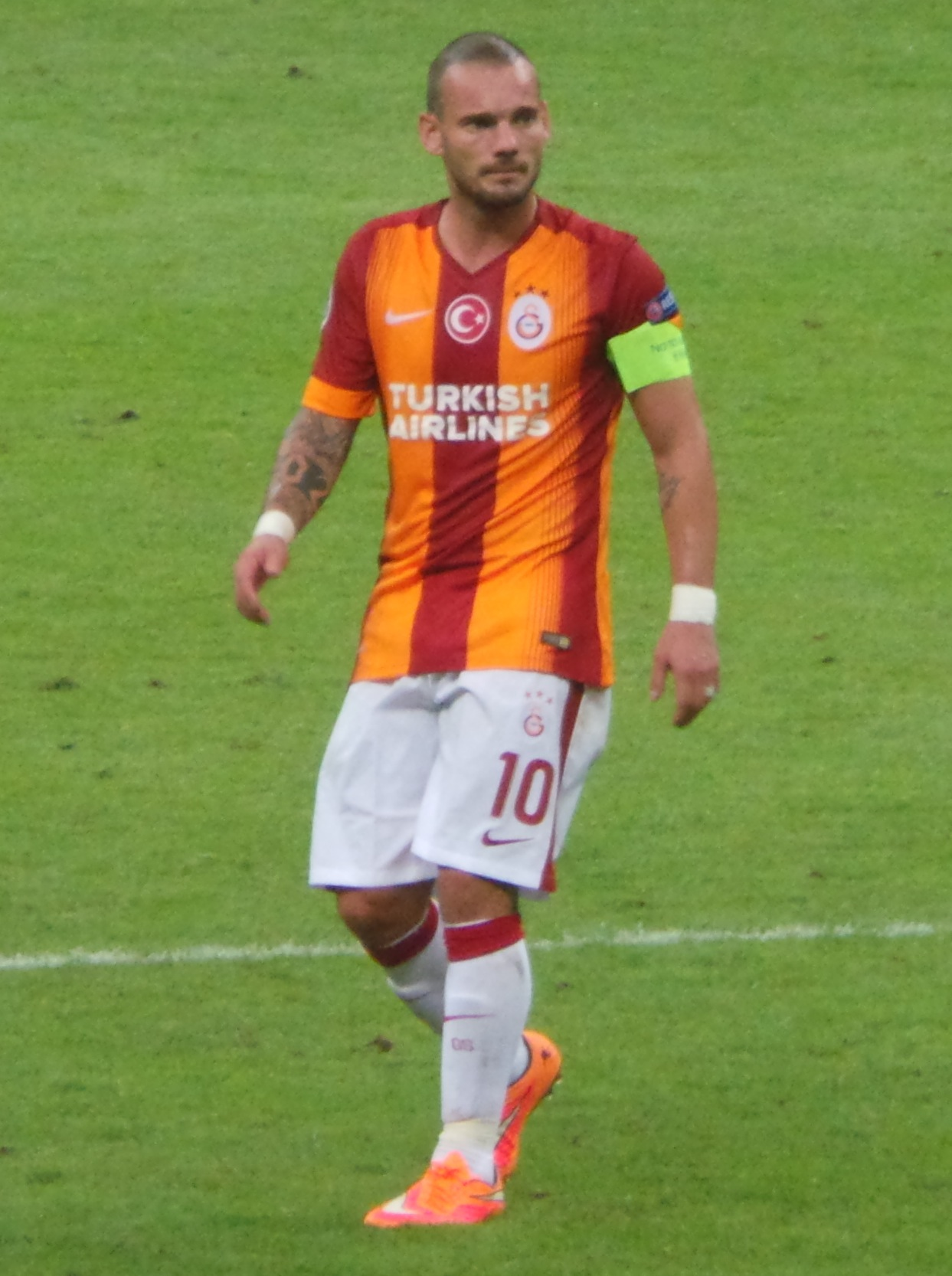
Снейдер в составе «Галатасарая» в 2014 году

В сезоне 2013/14 забил 12 мячей в 28 матчах чемпионата Турции. В следующем сезоне отличился 10 раз в 31 матче чемпионата.
В октябре 2015 года Снейдер продлил контракт с «Галатасараем» до сезона 2017/2018 с заработной платой в 4,5 млн евро в год плюс бонусы. Он сказал: «Я люблю Стамбул и эту команду. Моя жена Иоланта тоже очень довольна тем, что я продлил контракт, ведь у меня здесь родится ребёнок. Я строю семью, хочу и дальше жить в Стамбуле».
Сезоны 2015/16 и 2016/17 сложились для Снейдера не столь результативно, он забил только по 5 мячей в чемпионате в каждом из них.
После окончания сезона 2016/17 расторг контракт с «Галатасараем» по обоюдному согласию сторон.

### «Ницца»
7 августа 2017 года Снейдер подписал контракт с клубом «Ницца». В нём он стал выступать под 10-м номером. Но в чемпионате Франции Уэсли сыграл лишь пять матчей, ни чем особенным себя не проявил и через полгода стороны расторгли контракт по обоюдному соглашению.

### «Аль-Гарафа»
5 января 2018 года катарская «Аль-Гарафа» объявила о переходе Снейдера. Соглашение рассчитано до середины 2019 года. В Катар нидерландец переехал как свободный агент — перед трансфером соглашение с ним по обоюдному согласию расторгла «Ницца».
12 августа 2019 года Снейдер объявил о завершении карьеры.

## Карьера в сборной
В сборной Нидерландов дебютировал в апреле 2003 года в матче со сборной Португалии. Первый мяч за сборную забил 11 октября 2003 года в Эйндховене в ворота сборной Молдавии в отборочном матче чемпионата Европы 2004 года. С тех пор как сборную возглавил Марко ван Бастен, Снейдер постоянно получал вызовы в национальную команду. В её составе он принимал участие в чемпионате мира 2006 года в Германии и в чемпионате мира 2010 года в ЮАР, где отличился 5 раз.

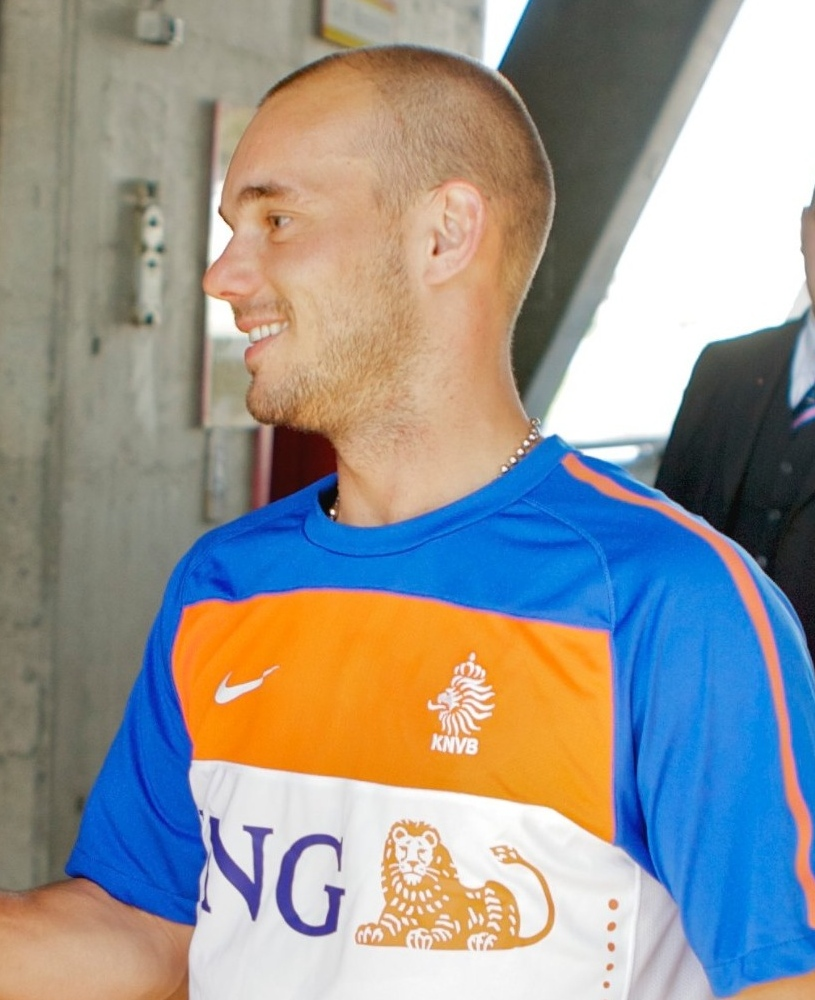
Снейдер в составе сборной Нидерландов

С 2007 года на протяжении 11 лет забивал за сборную как минимум один мяч в году. Самым результативным годом для Снейдера стал 2010-й, когда он забил 7 мячей в 15 матчах.
В 2012—2013 годах после завершения карьеры Марка ван Боммела Снейдер был капитаном сборной, однако затем тренер Луи ван Гал сделал капитаном Робина ван Перси.
9 июня 2017 года в матче против сборной Люксембурга Снейдер 131-й раз вышел на поле в футболке национальной сборной, превзойдя рекорд голкипера Эдвина ван дер Сара, на счету которого 130 матчей за сборную. В этом матче Уэсли забил свой 31-й мяч за сборную.
В 2018 году Уэсли Снайдер принял решение о завершении карьеры в сборной Нидерландов. Когда он встретился с главным тренером команды Рональдом Куманом, он сказал, что больше не выступит за национальную команду.
Когда я уехал в Катар, то знал, что это повлияет на мою карьеру в сборной. Более того, я понимаю, что Куман строит команду вокруг молодых игроков. Мы поговорили с ним об этом. Я уважаю его выбор.
6 сентября 2018 года Уэсли провёл последний матч в футболке сборной Нидерландов против команды Перу, сыграв первые 62 минуты. В этой встрече «оранжевые» выиграли со счётом 2:1.

## Статистика

### Клубная статистика по сезонам
Данные на 3 июня 2017 года
| Клуб             | Сезон            | Лига | Лига | Кубки | Кубки | Еврокубки | Еврокубки | Еврокубки | Другое  | Другое | Другое | Итого | Итого |
| Клуб             | Сезон            | Игры | Голы | Игры  | Голы  | Турнир    | Игры      | Голы      | Турнир  | Игры   | Голы   | Игры  | Голы  |
| ---------------- | ---------------- | ---- | ---- | ----- | ----- | --------- | --------- | --------- | ------- | ------ | ------ | ----- | ----- |
| Аякс             | 2002/03          | 17   | 4    | 3     | 1     | ЛЧ        | 3         | 0         | СК      | 0      | 0      | 23    | 5     |
| Аякс             | 2003/04          | 30   | 9    | 1     | 0     | ЛЧ        | 7         | 1         |         | 0      | 0      | 38    | 10    |
| Аякс             | 2004/05          | 30   | 7    | 3     | 1     | ЛЧ, КУ    | 7         | 0         | СК      | 1      | 1      | 41    | 9     |
| Аякс             | 2005/06          | 19   | 5    | 3     | 2     | ЛЧ        | 7         | 4         | СК, ПЧН | 2      | 1      | 31    | 12    |
| Аякс             | 2006/07          | 30   | 18   | 4     | 1     | ЛЧ, КУ    | 9         | 1         | СК, ПЧН | 4      | 2      | 47    | 22    |
| Аякс             | Итого            | 126  | 43   | 14    | 5     |           | 33        | 6         |         | 7      | 4      | 180   | 58    |
| Реал Мадрид      | 2007/08          | 30   | 9    | 2     | 0     | ЛЧ        | 5         | 0         | СК      | 1      | 0      | 38    | 9     |
| Реал Мадрид      | 2008/09          | 22   | 2    | 2     | 0     | ЛЧ        | 4         | 0         |         | 0      | 0      | 28    | 2     |
| Реал Мадрид      | Итого            | 52   | 11   | 4     | 0     |           | 9         | 0         |         | 1      | 0      | 66    | 11    |
| Интернационале   | 2009/10          | 26   | 4    | 4     | 1     | ЛЧ        | 11        | 3         |         | 0      | 0      | 41    | 8     |
| Интернационале   | 2010/11          | 25   | 4    | 2     | 0     | ЛЧ, СК    | 10        | 3         | СК, КЧМ | 2      | 0      | 39    | 7     |
| Интернационале   | 2011/12          | 20   | 4    | 2     | 0     | ЛЧ        | 5         | 0         | СК      | 1      | 1      | 28    | 5     |
| Интернационале   | 2012/13          | 5    | 1    | 0     | 0     | ЛЕ        | 3         | 1         | СК      | 0      | 0      | 8     | 2     |
| Интернационале   | Итого            | 76   | 13   | 8     | 1     |           | 29        | 7         |         | 3      | 1      | 116   | 22    |
| Галатасарай      | 2012/13          | 12   | 3    | 0     | 0     | ЛЧ        | 4         | 1         | СК      | 0      | 0      | 16    | 4     |
| Галатасарай      | 2013/14          | 28   | 12   | 6     | 2     | ЛЧ        | 7         | 2         | СК      | 1      | 0      | 42    | 16    |
| Галатасарай      | 2014/15          | 31   | 10   | 6     | 3     | ЛЧ        | 6         | 1         | СК      | 1      | 0      | 44    | 14    |
| Галатасарай      | 2015/16          | 25   | 5    | 6     | 0     | ЛЧ, ЛЕ    | 8         | 0         | СК      | 1      | 0      | 40    | 5     |
| Галатасарай      | 2016/17          | 28   | 5    | 4     | 0     |           |           |           | СК      | 1      | 0      | 33    | 5     |
| Галатасарай      | Итого            | 124  | 35   | 22    | 5     |           | 25        | 4         |         | 4      | 0      | 175   | 44    |
| Итого за карьеру | Итого за карьеру | 378  | 102  | 48    | 11    |           | 96        | 17        |         | 15     | 5      | 537   | 135   |

### Матчи Снейдера за сборную Нидерландов
| Матчи Снейдера за сборную Нидерландов | Матчи Снейдера за сборную Нидерландов | Матчи Снейдера за сборную Нидерландов | Матчи Снейдера за сборную Нидерландов | Матчи Снейдера за сборную Нидерландов | Матчи Снейдера за сборную Нидерландов |
| ------------------------------------- | ------------------------------------- | ------------------------------------- | ------------------------------------- | ------------------------------------- | ------------------------------------- |
| №                                     | Дата                                  | Оппонент                              | Счёт                                  | Голы Снейдера                         | Соревнование                          |
| 1                                     | 30 апреля 2003                        | Португалия                            | 1:1                                   | —                                     | Товарищеский матч                     |
| 2                                     | 11 октября 2003                       | Молдова                               | 5:0                                   | 1                                     | Чемпионат Европы 2004 (отбор)         |
| 3                                     | 19 ноября 2003                        | Шотландия                             | 6:0                                   | 1                                     | Чемпионат Европы 2004 (отбор)         |
| 4                                     | 18 февраля 2004                       | США                                   | 1:0                                   | —                                     | Товарищеский матч                     |
| 5                                     | 31 марта 2004                         | Франция                               | 0:0                                   | —                                     | Товарищеский матч                     |
| 6                                     | 28 апреля 2004                        | Греция                                | 4:0                                   | —                                     | Товарищеский матч                     |
| 7                                     | 29 мая 2004                           | Бельгия                               | 0:1                                   | —                                     | Товарищеский матч                     |
| 8                                     | 1 июня 2004                           | Фарерские острова                     | 3:0                                   | —                                     | Товарищеский матч                     |
| 9                                     | 5 июня 2004                           | Ирландия                              | 0:1                                   | —                                     | Товарищеский матч                     |
| 10                                    | 15 июня 2004                          | Германия                              | 1:1                                   | —                                     | Чемпионат Европы 2004                 |
| 11                                    | 23 июня 2004                          | Латвия                                | 3:0                                   | —                                     | Чемпионат Европы 2004                 |
| 12                                    | 18 августа 2004                       | Швеция                                | 2:2                                   | 1                                     | Товарищеский матч                     |
| 13                                    | 3 сентября 2004                       | Лихтенштейн                           | 3:0                                   | —                                     | Товарищеский матч                     |
| 14                                    | 8 сентября 2004                       | Чехия                                 | 2:0                                   | —                                     | Чемпионат мира 2006 (отбор)           |
| 15                                    | 9 октября 2004                        | Македония                             | 2:2                                   | —                                     | Чемпионат мира 2006 (отбор)           |
| 16                                    | 13 октября 2004                       | Финляндия                             | 3:1                                   | 1                                     | Чемпионат мира 2006 (отбор)           |
| 17                                    | 17 ноября 2004                        | Андорра                               | 3:0                                   | 1                                     | Чемпионат мира 2006 (отбор)           |
| 18                                    | 3 сентября 2005                       | Армения                               | 1:0                                   | —                                     | Чемпионат мира 2006 (отбор)           |
| 19                                    | 7 сентября 2005                       | Андорра                               | 4:0                                   | —                                     | Чемпионат мира 2006 (отбор)           |
| 20                                    | 12 октября 2005                       | Македония                             | 0:0                                   | —                                     | Чемпионат мира 2006 (отбор)           |
| 21                                    | 27 мая 2006                           | Камерун                               | 1:0                                   | —                                     | Товарищеский матч                     |
| 22                                    | 1 июня 2006                           | Мексика                               | 2:1                                   | —                                     | Товарищеский матч                     |
| 23                                    | 4 июня 2006                           | Австралия                             | 1:1                                   | —                                     | Товарищеский матч                     |
| 24                                    | 11 июня 2006                          | Сербия и Черногория                   | 1:0                                   | —                                     | Чемпионат мира 2006                   |
| 25                                    | 16 июня 2006                          | Кот-д’Ивуар                           | 2:1                                   | —                                     | Чемпионат мира 2006                   |
| 26                                    | 21 июня 2006                          | Аргентина                             | 0:0                                   | —                                     | Чемпионат мира 2006                   |
| 27                                    | 25 июня 2006                          | Португалия                            | 0:1                                   | —                                     | Чемпионат мира 2006                   |
| 28                                    | 6 сентября 2006                       | Беларусь                              | 3:0                                   | —                                     | Чемпионат Европы 2008 (отбор)         |
| 29                                    | 7 октября 2006                        | Болгария                              | 1:1                                   | —                                     | Чемпионат Европы 2008 (отбор)         |
| 30                                    | 11 октября 2006                       | Албания                               | 2:1                                   | —                                     | Чемпионат Европы 2008 (отбор)         |
| 31                                    | 7 февраля 2007                        | Россия                                | 4:1                                   | 1                                     | Товарищеский матч                     |
| 32                                    | 24 марта 2007                         | Румыния                               | 0:0                                   | —                                     | Чемпионат Европы 2008 (отбор)         |
| 33                                    | 28 марта 2007                         | Словения                              | 1:0                                   | —                                     | Чемпионат Европы 2008 (отбор)         |
| 34                                    | 2 июня 2007                           | Республика Корея                      | 2:0                                   | —                                     | Товарищеский матч                     |
| 35                                    | 6 июня 2007                           | Таиланд                               | 3:1                                   | —                                     | Товарищеский матч                     |
| 36                                    | 22 августа 2007                       | Швейцария                             | 1:2                                   | —                                     | Товарищеский матч                     |
| 37                                    | 8 сентября 2007                       | Болгария                              | 2:0                                   | 1                                     | Чемпионат Европы 2008 (отбор)         |
| 38                                    | 12 сентября 2007                      | Албания                               | 1:0                                   | —                                     | Чемпионат Европы 2008 (отбор)         |
| 39                                    | 17 октября 2007                       | Словения                              | 2:0                                   | 1                                     | Чемпионат Европы 2008 (отбор)         |
| 40                                    | 17 ноября 2007                        | Люксембург                            | 1:0                                   | —                                     | Чемпионат Европы 2008 (отбор)         |
| 41                                    | 21 ноября 2007                        | Беларусь                              | 1:2                                   | —                                     | Чемпионат Европы 2008 (отбор)         |
| 42                                    | 6 февраля 2008                        | Хорватия                              | 3:0                                   | —                                     | Товарищеский матч                     |
| 43                                    | 26 марта 2008                         | Австрия                               | 4:3                                   | —                                     | Товарищеский матч                     |
| 44                                    | 29 мая 2008                           | Дания                                 | 1:1                                   | —                                     | Товарищеский матч                     |
| 45                                    | 1 июня 2008                           | Уэльс                                 | 2:0                                   | 1                                     | Товарищеский матч                     |
| 46                                    | 9 июня 2008                           | Италия                                | 3:0                                   | 1                                     | Чемпионат Европы 2008                 |
| 47                                    | 13 июня 2008                          | Франция                               | 4:1                                   | 1                                     | Чемпионат Европы 2008                 |
| 48                                    | 21 июня 2008                          | Россия                                | 1:3                                   | —                                     | Чемпионат Европы 2008                 |
| 49                                    | 11 октября 2008                       | Исландия                              | 2:0                                   | —                                     | Чемпионат мира 2010 (отбор)           |
| 50                                    | 15 октября 2008                       | Норвегия                              | 1:0                                   | —                                     | Чемпионат мира 2010 (отбор)           |
| 51                                    | 19 ноября 2008                        | Швеция                                | 3:1                                   | —                                     | Товарищеский матч                     |
| 52                                    | 11 февраля 2009                       | Тунис                                 | 1:1                                   | —                                     | Товарищеский матч                     |
| 53                                    | 28 марта 2009                         | Шотландия                             | 3:0                                   | —                                     | Чемпионат мира 2010 (отбор)           |
| 54                                    | 1 апреля 2009                         | Македония                             | 4:0                                   | —                                     | Чемпионат мира 2010 (отбор)           |
| 55                                    | 12 августа 2009                       | Англия                                | 2:2                                   | —                                     | Товарищеский матч                     |
| 56                                    | 5 сентября 2009                       | Япония                                | 3:0                                   | 1                                     | Товарищеский матч                     |
| 57                                    | 9 сентября 2009                       | Шотландия                             | 1:0                                   | —                                     | Чемпионат мира 2010 (отбор)           |
| 58                                    | 10 октября 2009                       | Австралия                             | 0:0                                   | —                                     | Товарищеский матч                     |
| 59                                    | 3 марта 2010                          | США                                   | 2:1                                   | —                                     | Товарищеский матч                     |
| 60                                    | 1 июня 2010                           | Гана                                  | 4:1                                   | 1                                     | Товарищеский матч                     |
| 61                                    | 5 июня 2010                           | Венгрия                               | 6:1                                   | 1                                     | Товарищеский матч                     |
| 62                                    | 14 июня 2010                          | Дания                                 | 2:0                                   | —                                     | Чемпионат мира 2010                   |
| 63                                    | 19 июня 2010                          | Япония                                | 1:0                                   | 1                                     | Чемпионат мира 2010                   |
| 64                                    | 24 июня 2010                          | Камерун                               | 2:1                                   | —                                     | Чемпионат мира 2010                   |
| 65                                    | 28 июня 2010                          | Словакия                              | 2:1                                   | 1                                     | Чемпионат мира 2010                   |
| 66                                    | 2 июля 2010                           | Бразилия                              | 2:1                                   | 2                                     | Чемпионат мира 2010                   |
| 67                                    | 6 июля 2010                           | Уругвай                               | 3:2                                   | 1                                     | Чемпионат мира 2010                   |
| 68                                    | 11 июля 2010                          | Испания                               | 0:1                                   | —                                     | Чемпионат мира 2010                   |
| 69                                    | 3 сентября 2010                       | Сан-Марино                            | 5:0                                   | —                                     | Чемпионат Европы 2012 (отбор)         |
| 70                                    | 7 сентября 2010                       | Финляндия                             | 2:1                                   | —                                     | Чемпионат Европы 2012 (отбор)         |
| 71                                    | 8 октября 2010                        | Молдова                               | 1:0                                   | —                                     | Чемпионат Европы 2012 (отбор)         |
| 72                                    | 12 октября 2010                       | Швеция                                | 4:1                                   | —                                     | Чемпионат Европы 2012 (отбор)         |
| 73                                    | 17 ноября 2010                        | Турция                                | 1:0                                   | —                                     | Товарищеский матч                     |
| 74                                    | 9 февраля 2011                        | Австрия                               | 3:1                                   | 1                                     | Товарищеский матч                     |
| 75                                    | 25 марта 2011                         | Венгрия                               | 4:0                                   | —                                     | Чемпионат Европы 2012 (отбор)         |
| 76                                    | 29 марта 2011                         | Венгрия                               | 5:3                                   | 1                                     | Чемпионат Европы 2012 (отбор)         |
| 77                                    | 2 сентября 2011                       | Сан-Марино                            | 11:0                                  | 2                                     | Чемпионат Европы 2012 (отбор)         |
| 78                                    | 6 сентября 2011                       | Финляндия                             | 2:0                                   | —                                     | Чемпионат Европы 2012 (отбор)         |
| 79                                    | 11 ноября 2011                        | Швейцария                             | 0:0                                   | —                                     | Товарищеский матч                     |
| 80                                    | 15 ноября 2011                        | Германия                              | 0:3                                   | —                                     | Товарищеский матч                     |
| 81                                    | 29 февраля 2012                       | Англия                                | 3:2                                   | —                                     | Товарищеский матч                     |
| 82                                    | 26 мая 2012                           | Болгария                              | 1:2                                   | —                                     | Товарищеский матч                     |
| 83                                    | 30 мая 2012                           | Словакия                              | 2:0                                   | —                                     | Товарищеский матч                     |
| 84                                    | 2 июня 2012                           | Северная Ирландия                     | 6:0                                   | 1                                     | Товарищеский матч                     |
| 85                                    | 9 июня 2012                           | Дания                                 | 0:1                                   | —                                     | Чемпионат Европы 2012                 |
| 86                                    | 13 июня 2012                          | Германия                              | 1:2                                   | —                                     | Чемпионат Европы 2012                 |
| 87                                    | 17 июня 2012                          | Португалия                            | 1:2                                   | —                                     | Чемпионат Европы 2012                 |
| 88                                    | 15 августа 2012                       | Бельгия                               | 2:4                                   | —                                     | Товарищеский матч                     |
| 89                                    | 7 сентября 2012                       | Турция                                | 2:0                                   | —                                     | Чемпионат мира 2014 (отбор)           |
| 90                                    | 11 сентября 2012                      | Венгрия                               | 4:1                                   | —                                     | Чемпионат мира 2014 (отбор)           |
| 91                                    | 22 марта 2013                         | Эстония                               | 3:0                                   | —                                     | Чемпионат мира 2014 (отбор)           |
| 92                                    | 7 июня 2013                           | Индонезия                             | 3:0                                   | —                                     | Товарищеский матч                     |
| 93                                    | 11 июня 2013                          | Китай                                 | 2:0                                   | 1                                     | Товарищеский матч                     |
| 94                                    | 6 сентября 2013                       | Эстония                               | 2:2                                   | —                                     | Чемпионат мира 2014 (отбор)           |
| 95                                    | 10 сентября 2013                      | Андорра                               | 2:0                                   | —                                     | Чемпионат мира 2014 (отбор)           |
| 96                                    | 15 октября 2013                       | Турция                                | 2:0                                   | 1                                     | Чемпионат мира 2014 (отбор)           |
| 97                                    | 5 марта 2014                          | Франция                               | 0:2                                   | —                                     | Товарищеский матч                     |
| 98                                    | 31 мая 2014                           | Гана                                  | 1:0                                   | —                                     | Товарищеский матч                     |
| 99                                    | 4 июня 2014                           | Уэльс                                 | 2:0                                   | —                                     | Товарищеский матч                     |
| 100                                   | 13 июня 2014                          | Испания                               | 5:1                                   | —                                     | Чемпионат мира 2014                   |
| 101                                   | 18 июня 2014                          | Австралия                             | 3:2                                   | —                                     | Чемпионат мира 2014                   |
| 102                                   | 23 июня 2014                          | Чили                                  | 2:0                                   | —                                     | Чемпионат мира 2014                   |
| 103                                   | 29 июня 2014                          | Мексика                               | 2:1                                   | 1                                     | Чемпионат мира 2014                   |
| 104                                   | 5 июля 2014                           | Коста-Рика                            | 0:0 (4:3 пен.)                        | —                                     | Чемпионат мира 2014                   |
| 105                                   | 9 июля 2014                           | Аргентина                             | 0:0 (2:4 пен.)                        | —                                     | Чемпионат мира 2014                   |
| 106                                   | 4 сентября 2014                       | Италия                                | 0:2                                   | —                                     | Товарищеский матч                     |
| 107                                   | 9 сентября 2014                       | Чехия                                 | 1:2                                   | —                                     | Чемпионат Европы 2016 (отбор)         |
| 108                                   | 10 октября 2014                       | Казахстан                             | 3:1                                   | —                                     | Чемпионат Европы 2016 (отбор)         |
| 109                                   | 13 октября 2014                       | Исландия                              | 0:2                                   | —                                     | Чемпионат Европы 2016 (отбор)         |
| 110                                   | 12 ноября 2014                        | Мексика                               | 2:3                                   | 1                                     | Товарищеский матч                     |
| 111                                   | 16 ноября 2014                        | Латвия                                | 6:0                                   | —                                     | Чемпионат Европы 2016 (отбор)         |
| 112                                   | 28 марта 2015                         | Турция                                | 1:1                                   | —                                     | Чемпионат Европы 2016 (отбор)         |
| 113                                   | 31 марта 2015                         | Испания                               | 2:0                                   | —                                     | Товарищеский матч                     |
| 114                                   | 5 июня 2015                           | США                                   | 3:4                                   | —                                     | Товарищеский матч                     |
| 115                                   | 12 июня 2015                          | Латвия                                | 2:0                                   | —                                     | Чемпионат Европы 2016 (отбор)         |
| 116                                   | 3 сентября 2015                       | Исландия                              | 0:1                                   | —                                     | Чемпионат Европы 2016 (отбор)         |
| 117                                   | 6 сентября 2015                       | Турция                                | 0:3                                   | —                                     | Чемпионат Европы 2016 (отбор)         |
| 118                                   | 10 октября 2015                       | Казахстан                             | 2:1                                   | 1                                     | Чемпионат Европы 2016 (отбор)         |
| 119                                   | 13 октября 2015                       | Чехия                                 | 2:3                                   | —                                     | Чемпионат Европы 2016 (отбор)         |
| 120                                   | 13 ноября 2015                        | Уэльс                                 | 3:2                                   | —                                     | Товарищеский матч                     |
| 121                                   | 25 марта 2016                         | Франция                               | 2:3                                   | —                                     | Товарищеский матч                     |
| 122                                   | 1 сентября 2016                       | Греция                                | 1:2                                   | —                                     | Товарищеский матч                     |
| 123                                   | 6 сентября 2016                       | Швеция                                | 1:1                                   | 1                                     | Чемпионат мира 2018 (отбор)           |
| 124                                   | 7 октября 2016                        | Беларусь                              | 4:1                                   | —                                     | Чемпионат мира 2018 (отбор)           |
| 125                                   | 9 ноября 2016                         | Бельгия                               | 1:1                                   | —                                     | Товарищеский матч                     |
| 126                                   | 13 ноября 2016                        | Люксембург                            | 3:1                                   | —                                     | Чемпионат мира 2018 (отбор)           |
| 127                                   | 25 марта 2017                         | Болгария                              | 0:2                                   | —                                     | Чемпионат мира 2018 (отбор)           |
| 128                                   | 28 марта 2017                         | Италия                                | 1:2                                   | —                                     | Товарищеский матч                     |
| 129                                   | 31 мая 2017                           | Марокко                               | 2:1                                   | —                                     | Товарищеский матч                     |
| 130                                   | 4 июня 2017                           | Кот-д’Ивуар                           | 5:0                                   | —                                     | Товарищеский матч                     |
| 131                                   | 9 июня 2017                           | Люксембург                            | 5:0                                   | 1                                     | Чемпионат мира 2018 (отбор)           |
| 132                                   | 31 августа 2017                       | Франция                               | 0:4                                   | —                                     | Чемпионат мира 2018 (отбор)           |
| 133                                   | 14 ноября 2017                        | Румыния                               | 3:0                                   | —                                     | Товарищеский матч                     |
| 134                                   | 6 сентября 2018                       | Перу                                  | 2:1                                   | —                                     | Товарищеский матч                     |

Итого: 134 матча / 31 гол; 86 побед, 21 ничья, 27 поражений.

## Награды и достижения

### Командные
«Аякс»
- Чемпион Нидерландов: 2003/04
- Обладатель Кубка Нидерландов (2): 2005/06, 2006/07
- Обладатель Суперкубка Нидерландов (3): 2002, 2005, 2006

Итого: 6 трофеев
«Реал Мадрид»
- Чемпион Испании: 2007/08
- Обладатель Суперкубка Испании: 2008

Итого: 2 трофея
«Интер»
- Чемпион Италии: 2009/10
- Обладатель Кубка Италии (2): 2009/10, 2010/11
- Обладатель Суперкубка Италии: 2010
- Победитель Лиги чемпионов УЕФА: 2009/10
- Победитель Клубного чемпионата мира: 2010

Итого: 6 трофеев
«Галатасарай»
- Чемпион Турции (2): 2012/13, 2014/15
- Обладатель Кубка Турции (3): 2013/14, 2014/15, 2015/16
- Обладатель Суперкубка Турции (3): 2013, 2015, 2016

Итого: 8 трофеев
Сборная Нидерландов
- Бронзовый призёр чемпионата Европы: 2004
- Серебряный призёр чемпионата мира: 2010
- Бронзовый призёр чемпионата мира: 2014

Всего за карьеру: 22 трофея

### Личные
- Самый талантливый спортсмен Амстердама: 2003
- Приз Йохана Кройфа: 2004
- Лучший игрок года в «Аяксе»: 2007
- Входит в состав сборной ФИФПРО: 2010
- Лучший ассистент чемпионата Европы: 2008[18]
- Лучший ассистент Лиги чемпионов 2009/10[19]
- Входит в состав символической сборной Европы по версии ESM: 2009/10
- Лучший полузащитник года по версии УЕФА: 2010
- Команда года по версии УЕФА: 2010
- Обладатель «Бронзовой бутсы» чемпионата мира: 2010
- Обладатель «Серебряного мяча» чемпионата мира: 2010
- Включён в символическую сборную чемпионата Европы 2008 года по версии FIFA
- Включён в символическую сборную чемпионата мира 2010 года по версии FIFA
- Включён в зал славы миланского «Интера»: 2021[20]

## Государственные награды
- Рыцарь ордена Оранских-Нассау (Нидерланды, 2019)[21]

## Личная жизнь
18 июня 2005 года Снейдер женился на Рамоне Стрикстре, с которой встречался со школы. 4 сентября 2006 года у него родился сын Джесси. В его честь Уэсли сделал татуировку на левом предплечье. В январе 2009 года они развелись.
В августе 2009 года Уэсли начал встречаться с телеведущей Иоландой Кабау. 28 декабря они заявили, что повенчались. В июле 2010 года свадьба состоялась, девушка взяла фамилию мужа, став Иоландой Снейдер-Кабау. 15 октября 2015 года у пары родился сын Ксесс Ксава Снейдер.